# Cormura brevirostris
Cormura brevirostris е вид бозайник от семейство Emballonuridae.

## Разпространение
Видът е разпространен в Боливия, Бразилия, Венецуела, Гвиана, Еквадор, Колумбия, Коста Рика, Никарагуа, Панама, Перу, Суринам и Френска Гвиана.